# Michel de Ratisbonne
Michel (mort le 23 septembre 972) est le douzième évêque de Ratisbonne de 942 à sa mort.

## Biographie
Au moment de sa nomination comme évêque, Michael est vicaire général de la région bohémienne du diocèse de Ratisbonne, à Prague. Vraisemblablement, il est présent jusqu'au meurtre de Venceslas de Bohême. Au moment du règne de Boleslav de Bohême, il est invité à la consécration de l'église Saint-Guy. En raison de la tension politique au lendemain du fratricide, il accepta cette invitation après une longue période d'hésitation. Boleslav confie son fils Strachkvas (de) aux soins de l'abbaye Saint-Emmeran. Comme les autres premiers évêques de Ratisbonne, il est également abbé mineur de Saint-Emmeran. L'évêque Michel empêche les efforts de Boleslav pour établir un diocèse de Prague indépendant, ce qui aura lieu en 973 avec son successeur Wolfgang.
Dans l'armée d'Otton le Grand, Michel participe aux batailles en Bohême. Il participe également à la bataille du Lechfeld contre les Magyars. Deux dirigeants hongrois importants (Bulcsú (de) et Lehel (de)) sont pendus à Ratisbonne. Lors d'une bataille ultérieure, l'évêque est grièvement blessé ; le chroniqueur et évêque de Mersebourg Dithmar le rapportera en détail.